# Elfik złotobrzuchy
Elfik złotobrzuchy (Coeligena bonapartei) – gatunek małego ptaka z rodziny kolibrowatych (Trochilidae). Występuje w Andach w północno-zachodniej części Ameryki Południowej. W Czerwonej księdze gatunków zagrożonych IUCN klasyfikowany jest jako gatunek najmniejszej troski (LC, ang. Least Concern). Wyróżnia się trzy podgatunki, przez wielu autorów traktowane jako osobne gatunki: podgatunek nominatywny C. (b.) bonapartei jest endemitem Kolumbii, podgatunek C. (b.) eos endemitem Wenezueli, natomiast C. (b.) consita występuje na pograniczu tych krajów.

## Systematyka
Gatunek ten po raz pierwszy zgodnie z zasadami nazewnictwa binominalnego opisał francuski ornitolog Auguste Boissonneau w 1840 roku na łamach „Revue Zoologique, par la Société Cuvierienne”. Autor nadał mu nazwę Ornismia bonarpartei, a jako miejsce typowe podał Bogotę w Kolumbii.
W 2004 roku Gary Stiles zaproponował wydzielenie podgatunku Coeligena bonapartei eos jako odrębnego gatunku Coeligena eos, jednak South American Classification Committee (SACC) jednogłośnie odrzucił propozycję. Obecnie (2024) systematyka elfika złotobrzuchego nadal jest sporna. Między innymi Międzynarodowy Komitet Ornitologiczny, Zoonomen, BirdLife International, Birds of the World czy Clements Checklist of Birds of the World traktują podgatunki elfika złotobrzuchego jako odrębne gatunki. Natomiast Integrated Taxonomic Information System i autorzy Kompletnej listy ptaków świata wyróżniają trzy podgatunki:
- C. (b.) consita Wetmore & Phelps,WH,Jr., 1952 – elfik rdzawoskrzydły,
- C. (b.) bonapartei (Boissonneau, 1840) – elfik złotobrzuchy,
- C. (b.) eos (Gould, 1848) – elfik złotawy[2][4].

Przez długi czas elfik zielony był uważany za kolejny podgatunek elfika złotobrzuchego, jednak badania genetyczne wykazały, że jest odrębnym gatunkiem.

### Etymologia
- Coeligena: epitet gatunkowy Ornismya coeligena Lesson, 1833; łac. coeligenus „urodzony w niebie, niebiański”, od coelum lub caelum „niebo”; genus „potomstwo”, od gignere „przynosić”[16].
- bonapartei: na cześć francuskiego arystokraty i ornitologa Karola L. Bonaparte[17].

## Morfologia
Mały koliber o długim i prostym, czarnym dziobie. Nogi i stopy czarne. Tęczówki czarne. Występuje dymorfizm płciowy. Podgatunek nominatywny C. (b.) bonapartei: u samca szczyt głowy i jej boki czarne, czoło opalizujące zielone, za okiem niewielka biała plamka. Górna część grzbietu błyszcząca ciemnozielona przechodząca w zielonkawo-miedzianą na środku i złotopomarańczową na zadzie. Gardło i pierś zielona, błyszcząca z niewielką fioletową plamką na gardle. Dolne części ciała błyszczące od koloru miedzianego do czerwonawozłotego. Skrzydła ciemnobrązowe. Ogon niezbyt długi, lekko rozwidlony, sterówki złoto-brązowo-zielone. Samica jest podobna do samca, ale bardziej matowa. Gardło, podgardle i przednia część szyi płowożółta z zielonymi plamkami na bokach. Pierś płowożółta, brzuch cynamonowy nakrapiany ognistozłotymi plamkami, dolna część brzucha i pokrywy podogonowe miedziano-złote. Sterówki brązowe, czasem z płowymi obrzeżami. Podgatunek C. (b.) consita jest podobny do podgatunku nominatywnego z tym, że obie płcie mają pokrywy trzeciego rzędu rdzawe, ogon lekko rozwidlony, a sterówki złoto-brązowe-zielone. Niektóre samice mają za okiem  rudą plamkę. Podgatunek C. (b.) eos ma błyszczący złotozielony grzbiet, który przechodzi w złotawy w środkowej części grzbietu i złoto-pomarańczowy na zadzie. Dolne partie ciała od miedziano-rudych do ognistozłotych lub czerwonozłotych. Pokrywy podogonowe cynamonowe.
Szczegółowe wymiary C. (b.) bonapartei na podstawie:
|                       | Samiec       | Samica       |
| --------------------- | ------------ | ------------ |
| Masa ciała (g)        | 6,81 ± 0,15  | 6,42 ± 0,21  |
| Długość ogona (mm)    | 44,79 ± 1,15 | 41,23 ± 1,20 |
| Długość dzioba (mm)   | 31,74 ± 0,84 | 33,93 ± 1,11 |
| Długość skrzydła (mm) | 84,31 ± 2,26 | 79,11 ± 1,74 |
| Skok (mm)             | 5,84 ± 0,23  | 5,68 ± 0,23  |

## Zasięg występowania

Zasięg występowania podgatunku consita

Zasięg występowania podgatunku eos

Poszczególne podgatunki elfika złotobrzuchego występują:
- C. (b.) bonapartei – we wschodnich Andach w północno-środkowej Kolumbii[18][19]. Zasięg występowania (EOO, Extent of Occurrence) według szacunków organizacji BirdLife International obejmuje około 29,8 tys. km², występuje prawdopodobnie w mniej niż 100 podpopulacjach, występuje w zakresie wysokości od 2150 do 3000 m n.p.m.[23][18]
- C. (b.) consita – tylko w Sierra de Perija na pograniczu Kolumbii i Wenezueli, jego zasięg występowania obejmuje około 2,4 tys. km², występuje prawdopodobnie w mniej niż 5 podpopulacjach. Podgatunek ten występuje w zakresie wysokości od 2550 do 3000 m n.p.m.[24][13]
- C. (b.) eos – tylko w wenezuelskich Andach od południowo-zachodniej części stanu Lara do stanu Táchira, jego zasięg występowania obejmuje około 14,4 tys. km², a zakres wysokości od 1400 do 3200 m n.p.m.[25][21]

## Ekologia i zachowanie
Jego głównym habitatem są wysokie lasy mgliste, obrzeża lasów, ogrody i lasy karłowate. Nie ma wielu informacji na temat diety tego gatunku, ale wiadomo, że składa się głównie z nektaru z Bomarea, Cavendishia, Fuchsia, Macleonia, Mutisia i Palicourea oraz drobnych owadów. Długość pokolenia podgatunku nominatywnego jest określona na 2,67 lat.

### Rozmnażanie
Niewiele wiadomo o rozmnażaniu tego gatunku. Brak informacji o gniazdowaniu; prawdopodobnie gniazdo ma formę niewielkiej miseczki umieszczonej na krzakach lub niskim drzewie, a w lęgu samica składa dwa białe jaja. Są pojedyncze doniesienia o okresie rozrodczym, który trwać ma od stycznia do marca lub od stycznia do lipca.

## Status
W Czerwonej księdze gatunków zagrożonych IUCN od 2014 roku stosowane jest ujęcie systematyczne traktujące wszystkie trzy podgatunki elfika złotobrzuchego jako osobne gatunki: C. (b.) bonapartei (elfik złotobrzuchy) i C. (b.) eos (elfik złotawy) są klasyfikowane jako gatunki najmniejszej troski (LC, ang. Least Concern), natomiast C. (b.) consita (elfik rdzawoskrzydły) jako gatunek zagrożony (EN, ang. Endangered). Liczebność populacji podgatunku nominatywnego nie jest oszacowana; podgatunek ten jest opisywany jako pospolity. Trend liczebności populacji uznawany jest za stabilny.